# Fechten

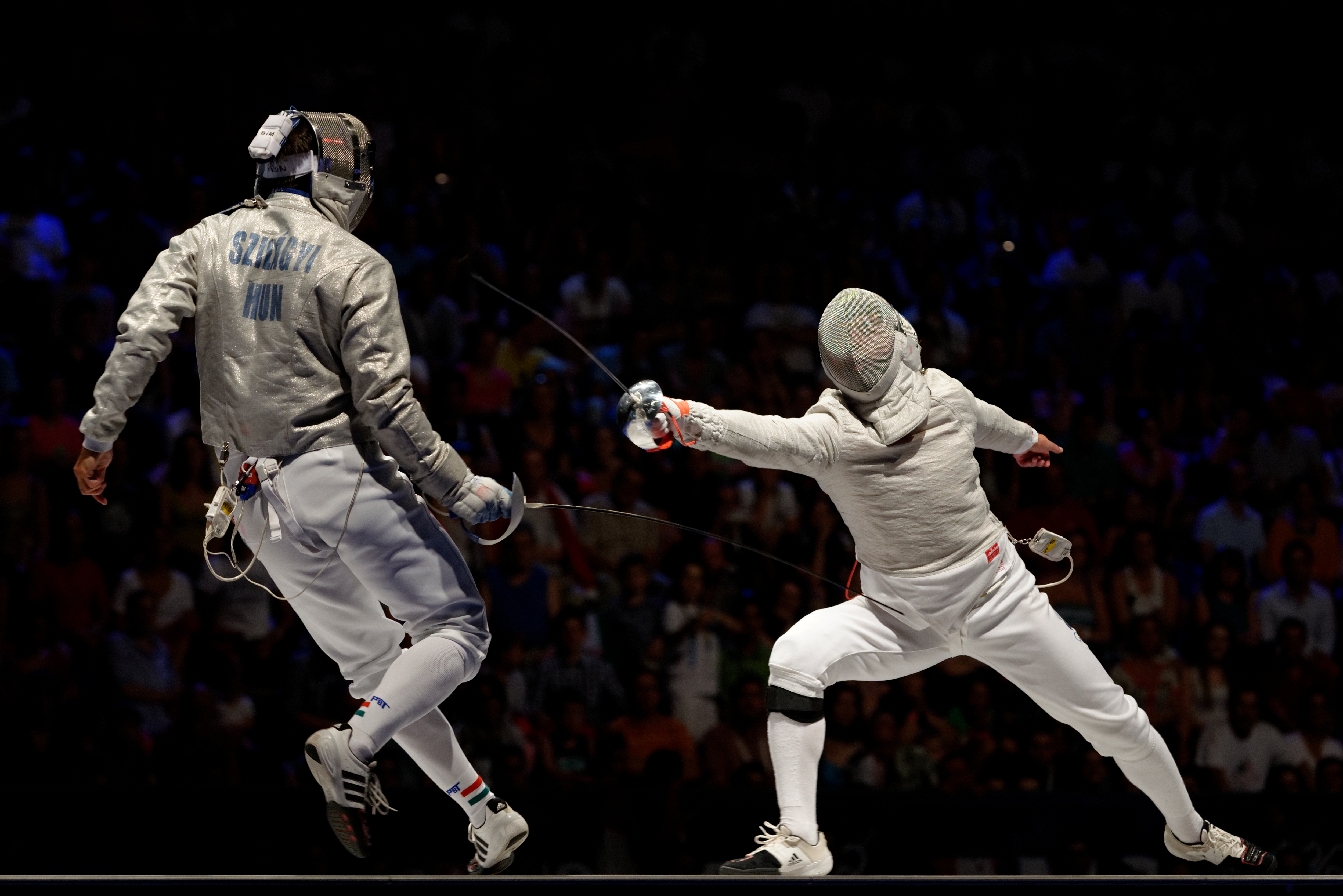
Der Ungar Áron Szilágyi (links) im Kampf gegen Nikolai Kowaljow aus Russland (rechts) im Säbel-Halbfinale der Männer bei der Fechtweltmeisterschaft 2013

Fechten ist in erster Linie eine Kampfsportart. Vor ihrer Etablierung als Sportart war die Austragungsform als Duell weit verbreitet. Die historischen Ursprünge dieser Kampftechnik gehen auf die Verfeinerung der Waffen und der Bewegungsabläufe gegenüber Schwert- und Säbelkämpfen zurück.
Heute wird mit Fechten überwiegend das Sportfechten bezeichnet; gefochten wird mit Florett, Degen und (leichtem) Säbel. Offizielle Wettkampfsprache beim Fechten (französisch Escrime) ist Französisch. Anders als beim modernen Sportfechten bezeichnet historisches Fechten frühere Stile, wie die der Renaissance und des Mittelalters. Dabei wird versucht, diese Stile möglichst originalgetreu nachzustellen.

## Geschichte des Fechtens
Fechten gehört neben Boxen und Ringen zu den ersten Wettbewerben der Menschheit. Eine Art sportlichen Fechtens betrieb man schon in der Antike (im alten Griechenland und im römischen Reich) und in Afrika. Ursprünglich war das Fechten ein bewaffneter Kampf zweier Personen, bei dem Blankwaffen mit langer Klinge sowie Handschutz verwendet wurden. Diese wurden so geführt, dass Angriffe des Gegners abgefangen werden konnten. Mit der Entwicklung effizienter Handfeuerwaffen verloren Blankwaffen ab dem 17. Jahrhundert weitgehend ihre militärische Bedeutung. Das Schwert wurde nur noch gegen zivile Kontrahenten, in Duellen oder zur Selbstverteidigung gegen leicht bzw. ungepanzerte Gegner verwendet und wurde daher im Gewicht reduziert und somit in der Führung schneller. Von Italien und Spanien ausgehend erlebte in dieser Zeit das Rapierfechten seine Blüte, welches im 18. Jahrhundert durch noch leichtere Formen wie das Degenfechten abgelöst wurde.
Die europäische Duellkultur geht zurück auf das Spätmittelalter, als auch das Bürgertum seinen ersten Aufschwung erlebte. Da zu dieser Zeit sowohl das Tragen einer Waffe als auch Recht und Pflicht des Ehrenhandels (Duell) Privileg des freien (adeligen) Mannes waren, strebten die freien Bürger nach diesen Rechten, um sich dem Adel zu emanzipieren. So entstanden die ersten Fechterbünde, wie z. B. die Veitsfechter zu Prag, die ihre Bundeskonvente im Veitsdom in Prag feierten. Das Wort Veiterfechter formte sich übrigens zum Begriff Federfechter um, der in späterer Zeit als Hinweis auf die Leichtigkeit der modernen Fechtwaffen missverstanden wurde. Gleichzeitig verloren im soldatischen Bereich wegen der Verbreitung und einfacheren Handhabung der Feuerwaffen viele militärische Fechtlehrer Sold und Brot und suchten sich neue Betätigungsfelder als Lehrer bürgerlicher Fechter, jedoch auch als Lohnfechter in Ehrenhändeln. Dabei zogen sie durch die Städte, klopften an die Portale gutbürgerlicher Häuser und Palais und fragten an, ob ein Fechtmeister gebraucht werde: „sie gingen fechten“, um sich ernähren zu können. Auch dieser Ausdruck wird heute noch verwendet, jedoch für direkte Haustürenbettelei. Auch gab es seit dem Mittelalter Versuche, sowohl von der Kirche als auch vom Gesetzgeber, Duelle zu verhindern oder unter Strafe zu stellen. Das deutsche Reichsstrafgesetzbuch von 1871 verbot jegliche Art von Zweikampf mit tödlichen Waffen. Trotzdem blieb der gesellschaftliche Zwang zum Ehrenhandel bis nach dem Ersten Weltkrieg weit verbreitet, allerdings wurden Duelle außerhalb der Studentenschaft und der Kavallerie (Säbel) seit dem späten 18. Jahrhundert meist mit Faustfeuerwaffen statt mit Blankwaffen ausgefochten.
Um 1570 prägte der Franzose Henri Saint Didier die meisten Fechtausdrücke, die auch heute noch verwendet werden. In Deutschland wurde das Fechten vor allem an den Universitäten betrieben, speziell in seiner studentisch vereinfachten Form der Mensur. Eine Förderung erfuhr das Fechten erst wieder durch die Turnerbewegung im 19. Jahrhundert. 1862 entstand der erste deutsche Fechtklub in Hannover (Fechtklub Hannover von 1862). 1896 fanden die ersten deutschen Meisterschaften statt. Unter der Schirmherrschaft von Erzherzog Franz Salvator wurde der Fechtsport im deutschen Sprachraum von dem Italiener Luigi Barbasetti ab 1895 in Wien durch die Einführung der sogenannten modernen italienischen Fechtmethode reformiert. In den 1890ern hielten noch einige Fechtclubs an der alten französischen Fechtmethode fest. Schließlich gelang es aber Barbasetti durch große Erfolge auf den Turnieren von Prag 1895, Budapest 1896, Wien 1896 und 1898 den italienischen Fechtstil durchzusetzen. Im Wesentlichen bestanden die Neuerungen auf der Loslösung von der festen Mensur und der dadurch verbesserten Beinarbeit, sowie Finten, Battuten, den „zusammengesetzten Angriffe[n]“ und dem „Hauptaugenmerk auf die Parade-Riposte bei der Verteidigung“. Dieser Fechtstil ist heute noch der international gültige.
Die im Wettkampf des heutigen Sportfechtens zum Einsatz kommenden Waffen sind Florett, Degen und (leichter) Säbel (im Gegensatz zum 1955 im Sportbereich suspendierten schweren Säbel, der nur auf Hieb gefochten wurde). Florett und Degen sind reine Stich-, der Säbel ist eine Hieb- und Stichwaffe. Gefochten wird auf der Fechtbahn (frz. piste für Spur, aber auch Tanzfläche, ebenso wie das auch in Deutschland umgangssprachlich verwendete frz. planche für Planke, Diele, Bohle), die etwa 14 m lang und 1,5 m breit ist. Demzufolge ist dieser Sport hauptsächlich durch Vorwärts- und Rückwärtsbewegungen geprägt. Seitwärtsbewegungen sind eingeschränkt und nur auf der Planche selbst erlaubt.

## Fechten als olympische Sportart
Fechten zählt zu den Gründungssportarten von Athen 1896. In Athen standen drei Wettbewerbe auf dem Programm: Säbel und Florett für Amateursportler sowie ein Florettwettbewerb für Fechtmeister. Degenfechten kam in Paris 1900, Mannschaftsfechten in Antwerpen 1920 dazu. 1920 fochten die Frauen in Antwerpen erstmals um Gold im Damen-Florett. In Rom kam die Mannschaft, in Atlanta Degen, in Athen 2004 Säbel dazu. Da die Anzahl der Fechtwettbewerbe bei den Olympischen Spielen auf zehn beschränkt blieb, mussten ab 2004 jeweils zwei der sechs Mannschaftswettbewerbe pausieren. Auf Beschluss des Weltfechtverbandes FIE wurden daher 2004 die Mannschaftswettbewerbe im Damenflorett und Damensäbel nicht ausgetragen. 2008 mussten die Mannschaften im Herrenflorett und Damendegen pausieren und 2012 im Herrendegen und Damensäbel. 2016 pausierten das Damenflorett- und das Herrensäbelteam. Seit den Olympischen Spielen 2020 in Tokio sind keine Mannschaftswettbewerbe mehr pausiert, es sind also alle 12 Disziplinen vertreten.
Darüber hinaus bildet das Degenfechten eine von fünf Disziplinen des Modernen Fünfkampfs, das als olympischer Wettbewerb neu konzipiert und erstmals während der Sommerspiele 1912 in Stockholm ausgetragen wurde. Zum einmalig bei den Olympischen Winterspielen 1948 als Demonstrationswettbewerb ausgetragenen Winter-Fünfkampf gehörte das Degenfechten ebenfalls dazu.

## Waffengattungen
Die Waffengattungen Florett, Degen und Säbel wurden Ende des 19. Jahrhunderts standardisiert.

### Florett

Manuelles Sportflorett mit Pistolengriff (orthopädischer Griff)

Trefferfläche beim Florett

Der Begriff Florett kommt von französisch „fleur“ (Blume), nach der Form des Spitzenschutzes, der auf der Spitze der Waffe aufgesetzt ist. Diese Spitze wird mit einer waagrechten Bewegungskomponente in Richtung Rumpf oder Kopf des stehenden Gegners gestoßen. Ein Metallgriff verschiedener Ausformung (siehe unten), beschichtet oder textil umwickelt, wird vorne durch eine flache, kugelkappenförmige Glocke (Handschutz) mit einem Durchmesser von 9,5 bis 12 cm abgeschlossen.
Nach vorne erstreckt sich eine maximal 90 cm lange Klinge aus federndem Stahl. Sie hat quer-rechteckigen Querschnitt und verjüngt sich nach vorne deutlich. Laut Reglement darf die Klinge bis zu einem Zentimeter nach unten gebogen werden, sodass sie sich beim Anstoßen dort federnd nach oben aufwölbt und so die Anstoßkraft begrenzt. Fachsprachlich wird die Klinge vom Griff bis zur Spitze in Klingenstärke, -mitte und -schwäche unterteilt.
Die Klinge des elektrischen Floretts (E-Florett) verfügt über eine axial verschieblich und federnd gelagerte Spitze – eine Kuppe mit etwa 8 mm Durchmesser – in einer Spitzenhülse, die bei einem Stoß mit einer Kraft, die einem Gewicht von mehr als 500 g entspricht (also etwa 4,9 Newton), eine Trefferanzeige auslöst. Dieser Kuppenstift verschiebt sich dabei um wenige Millimeter und betätigt einen Schaltkontakt. Die 1-polige, isolierte elektrische Leitung verläuft in einer Rille auf der Klinge durch die Glocke und wird über eine Steckverbindung im Bereich des Handrückens mit dem Körperkabel verbunden, welches durch den Ärmel der Jacke zum Rücken läuft. Der zweite Pol verläuft über die Klinge. Zusammen mit einem Kontakt zur Trefferfläche am Rumpf wird hier eine Steckverbindung zu jenem Kabel hergestellt, das, auf einer kleinen Trommel per Federkraft aufgerollt, so über der Bahn nach hinten gespannt wird und dem Fechter weitestgehende Bewegungsfreiheit lässt. Nur eine Drehung um die Hochachse ist ihm verwehrt. Vor allem bei bedeutenden internationalen Turnieren wie den Olympischen Spielen wird inzwischen kabellos gefochten. Die Kabelverbindung zwischen Fechter und Melder entfällt dadurch.
Trefferfläche ist der Rumpf inklusive des Bereichs des Schritts. Mit der Wettkampfsaison 2009/2010 wurde der untere Teil des Latzes der Maske ebenfalls als Trefferfläche eingeführt. Wie beim Säbel gilt (anders als beim Degen) das Angriffsrecht. Mit Einführung der Coupés Ende des 20. Jahrhunderts und der Kürzung der elektronischen Anzeigezeit wurde das Florettfechten athletischer.
Den Florettgriff gibt es in drei verschiedene Arten:
- Pistolengriff auch belgischer oder orthopädischer Griff (orthopädisch, handangepasst)
- französisch (ein leicht nach innen gebogener Stab)
- italienisch (ein gerader Stab mit Parierstange, Quart- und Terzbügel)

Meist wird heutzutage mit einem belgischen, seltener mit einem französischen Griff gefochten. Der italienische Griff ist im heutigen Fechten fast nicht mehr zu finden.

### Degen

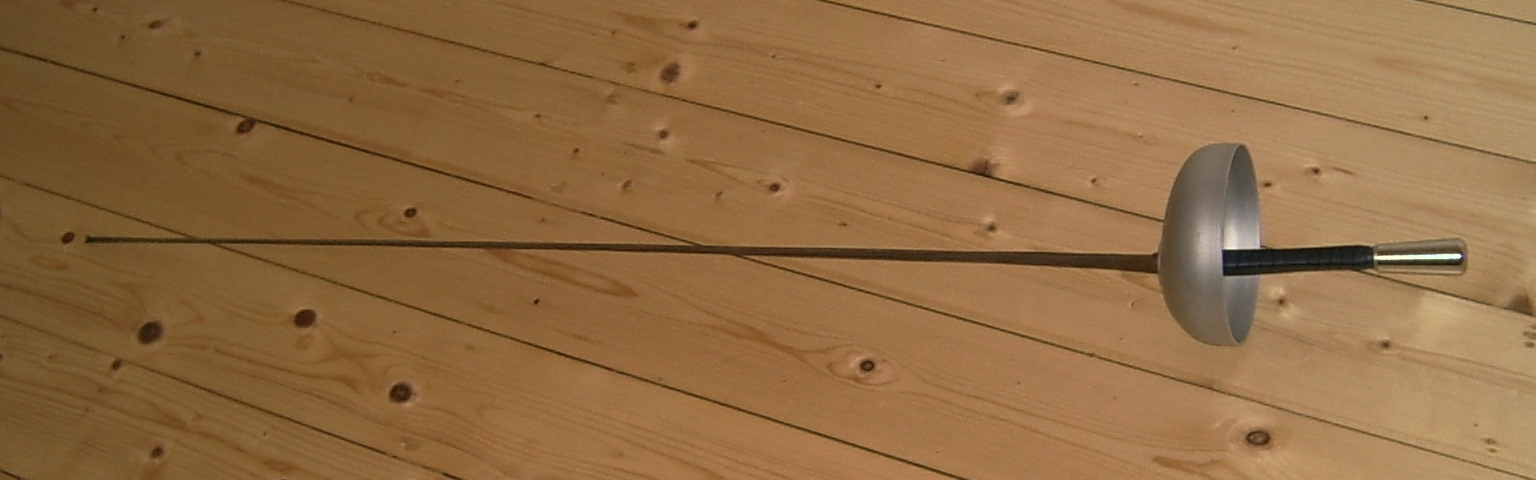
Sportdegen mit französischem Griff

Trefferfläche beim Degen

Der Degen war die zum Duell verwendete Waffe. Er hat eine größere, eher halbkugelförmige Glocke mit 13,5 cm Durchmesser sowie eine stärkere, im Querschnitt V-förmige Klinge. Ein großer Degen ist nach Richtlinien 110 cm lang, ein kleiner Degen (Kinderdegen) nach den Richtlinien 90 cm. Trefferfläche ist der gesamte Körper. Im Degen gilt keine Konvention zum Angriffsrecht, es werden sogar Doppeltreffer (gegenseitige Treffer) gewertet.
Zur elektrischen Trefferanzeige ausgerüstete Degen besitzen eine federnd gelagerte Spitze in einer Spitzenhülse, sie löst bei einem Stoß mit einer Kraft von mehr als 750 g (etwa 7,36 N) einen Treffer aus.
Für den Griff eines Degens gibt es folgende zwei Arten:
- Pistolengriff, auch belgischer oder orthopädischer Griff (orthopädisch, handangepasst)
- französisch (ein langer glatter Stab)

### Säbel

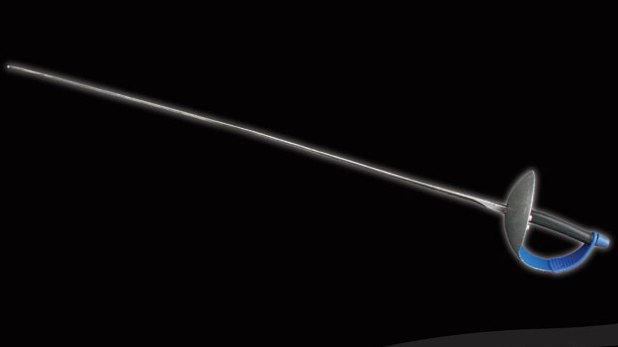
Säbel

Trefferfläche beim Säbel

Der (leichte) Säbel besitzt eine flache, biegsame Klinge. Die Klinge besitzt einen annähernd rechteckigen Querschnitt und eine maximale Gesamtlänge von 88 cm. Die Klinge wird zur Spitze hin schmaler. Trefferfläche ist der gesamte Rumpf inklusive Kopf und Arme. Ferner zählen auch Hiebe als Treffer. Das Säbelfechten ist in der Regel schneller als das Florettfechten. Wie beim Florett gibt es ein Angriffsrecht.
Die Säbelglocke ist anders geschnitten und halbkugelförmig um die Hand gezogen, was die Handfläche schützt. Anders als beim Degen und beim Florett hat er zudem einen Bügel, der die Hand gegen Hiebe schützt. Außerdem unterscheidet sich auch der Griff des Säbels von dem des Floretts und des Degens; er hat keine Vertiefungen für die Finger.

## Aktionen und Technik

### Fechtstellung

Die Fechtstellung

Die Fechtstellung ist Ausgangsposition für Bewegungen auf der Fechtbahn, Stellung der Füße, Lage des Körperschwerpunktes sowie Drehung der Schulter und des Beckens. Dabei stehen die Füße zueinander in rechtem Winkel, wobei sich die Fußspitzen in etwa unterhalb der Knie befinden sollten und der Abstand zwischen den Fersen 1,5–2 Fußlängen beträgt. Der Oberarm auf der Waffenseite ist leicht vom Körper abgewinkelt, während der Unterarm parallel zum Boden steht. Die Knie sind etwas gebeugt, im Florettfechten etwas tiefer als in den anderen Waffen. Den Abstand zum gegnerischen Fechter bezeichnet man als Mensur.

### Aktionen
Aktionen sind unter anderem:
Beinaktionen
- Ausfall, Annäherung an den Gegner, durch Vorsetzen des vorderen Beines bei Streckung des hinteren Beines
- Ballestra (Sprung mit folgendem Ausfall)
- Flèche (französisch: Pfeil, Geschoss) – Sturzangriff, bei dem das hintere Bein mit Schwung nach vorne gebracht wird und der Angreifer auf den Gegner zurennt/fliegt. (im Säbel nicht zugelassen)
- Kreuzschritt vorwärts und rückwärts (Kreuzschritt vorwärts im Säbel nicht zugelassen)
- Patinando (Schritt vorwärts mit folgendem Ausfall)
- Radoppio (Ausfall mit darauffolgendem Heranziehen des hinteren Beines zum erneuten Ausfall zur Verlängerung des Angriffs)
- Schritt vorwärts und rückwärts, Doppelschritt vorwärts und rückwärts, Sprung (das Bein, welches der Sprungrichtung am nächsten ist, hebt zuerst ab, das andere folgt. Beine landen jedoch gleichzeitig.)
- Apellschritt (eine Art Aufstampfen ohne tatsächliches Vorwärtsbewegen, in der Regel, um einen Sprung oder Schritt beziehungsweise Angriff vorzutäuschen)

Klingenaktionen
- Arretstoß (Zwischenstoß in einen gegnerischen Angriff hinein)
- Battuta (Klingenschlag, wodurch diese aus ihrer bedrohenden Richtung entfernt werden oder die durch den Gegner dargebotene Blöße (freie Trefffläche) vergrößert werden soll oder auch eine Reflexbewegung des Gegners beabsichtigt wird)
- Bindung (Fixieren der gegnerischen Klinge durch die eigene)
- Cavation (kreisförmige Umgehung der gegnerischen Klinge)
- Coupé (plötzliches Zurückziehen der eigenen Klinge in die Vertikale und fallender Stoß in einer zum Gegner deutlich geringeren Mensur)
- Filo (Angriff entlang der gegnerischen Klinge, diese gleichzeitig bindend)
- Finte (Scheinangriff, um den Gegner zu einer übereilten falschen Parade zu bewegen)
- gerader Stoß
- Konterparade mit Konterriposte (eine Riposte wird pariert, und es folgt wiederum ein Gegenstoß)
- Ligade (Streichfinte)
- Parade mit Riposte (Verteidigung mit unmittelbar folgendem Gegenstoß)
- Sforza (Schleuderfilo, katapultiert die Klinge aus der Hand des Gegners) (heutzutage nicht mehr gestattet)
- Sperrstoß (Angriffstoß bei gleichzeitiger Bindung der gegnerischen Klinge)
- Transportbindung (Bindung der gegnerischen Klinge, Transportbewegung in eine andere Position, um aus dieser effektiver stoßen zu können)
- Bingo (schnelle Bewegung in Richtung Trefferfläche des Gegners. Über dem Ziel wird vor der Berührung abrupt abgestoppt, wodurch die Klinge nachschwingt und sich biegt, sodass schwer zu erreichende Ziele – zum Beispiel das Handgelenk hinter der Glocke oder der Rücken – zu treffen sind.)

Die Zeitdauer zur Ausführung einer einfachen Bein- oder Klingenaktion (zum Beispiel ein einfacher Schritt vorwärts oder ein gerader Stoß) wird als Tempo oder Fechttempo bezeichnet. Als zusammengesetzte Aktionen werden demgegenüber Aktionen bezeichnet, die mehr als ein Tempo benötigen (zum Beispiel Schritt vorwärts und Ausfall).
Der Körper des Fechters, beziehungsweise die gültige Trefffläche, wird in verschiedene Zonen eingeteilt, wobei die Hand des Fechters eine ungefähre Orientierung gibt. Es gibt eine obere und untere Linie sowie eine innere und äußere, insgesamt also vier verschiedene Treffflächen (oben/innen, unten/innen, oben/außen, unten/außen). Die Paraden, die diese Treffflächen verteidigen, werden je nach Klingen- und Handstellung sowie verteidigter Trefffläche unterschieden und mit römischen Ordinalzahlen bezeichnet (von Prim bis Oktav). Auch wenn kein Klingenkontakt besteht, werden die Klingenpositionen entsprechend benannt (so bezeichnet die „Sixt-Position“ beispielsweise eine leicht nach außen gedrehte Handposition, in der die obere, äußere Zone der Trefffläche von der Klinge besetzt ist).

## Schutzkleidung

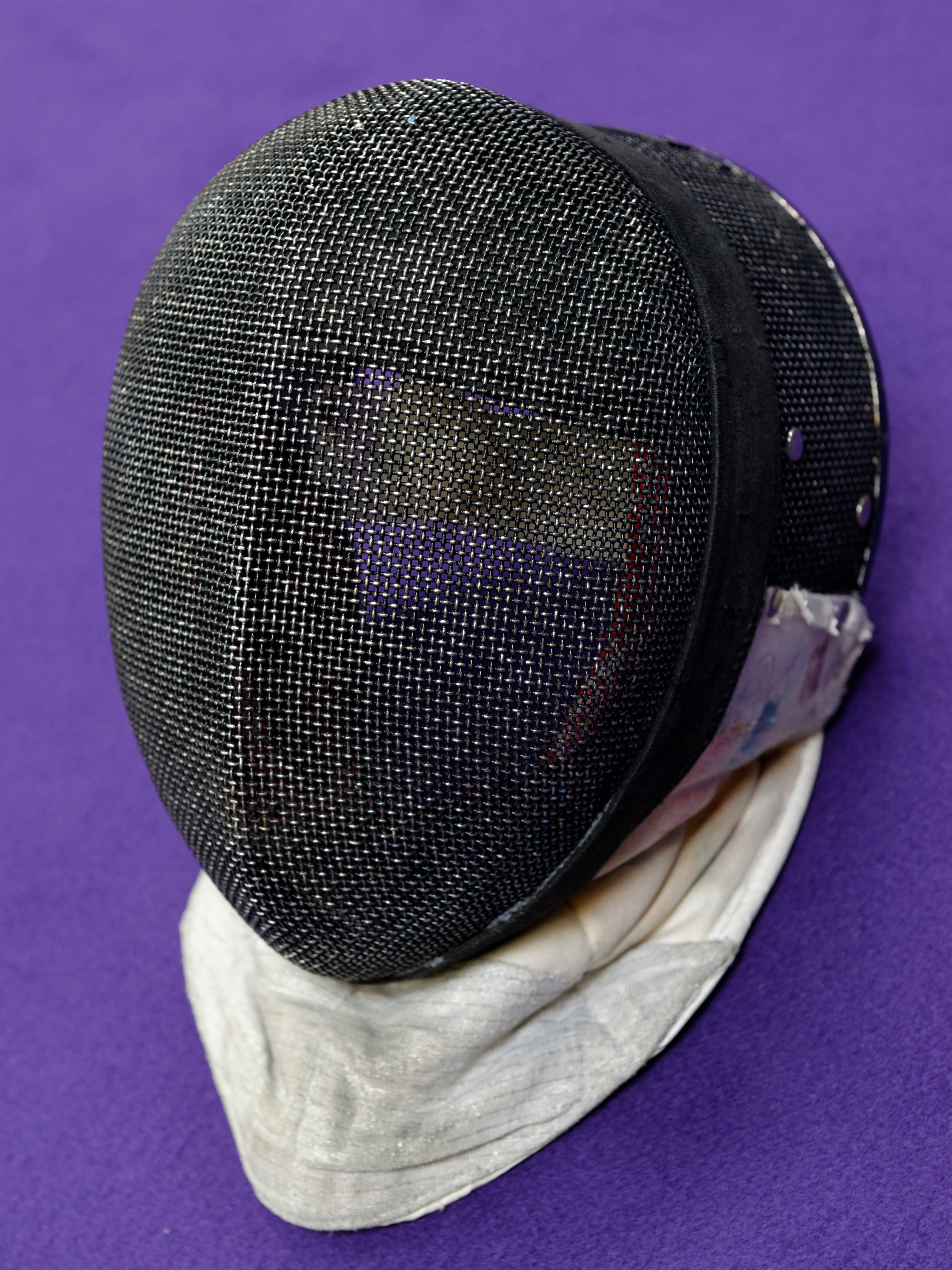
Eine moderne Fechtmaske

Die Fechtkleidung besteht häufig aus Dyneema, Baumwolle und/oder Nylon (die Zahlen in den Klammern geben an, welche Kraft in Newton pro Quadratzentimeter eines speziellen Prüfgegenstandes das entsprechende Teil bei internationalen Wettbewerben, in Deutschland auch bei allen Wettkämpfen ab der Altersklasse U13, mindestens aushalten muss):
- Brustschutz (für Frauen verpflichtend)
- im Florett Fleece-Bezug gegen das Abgleiten der Spitze vom Brustpanzer
- Fechtmaske mit Drahtgitter aus V4A-Stahl (3000 N) und Halsschutz (1600 N)
- Handschuh mit Polsterung (nur für Waffenarm)
- Hose (800 N)
- Jacke mit Fixierung/Klingenfangschutz am Hals
- Kniestrümpfe
- optional Tiefschutz (Suspensorium)
- Unterziehweste (Plastron) aus Aramid (800 N)
- Schuhe

## Fechtbahn
Die Fechtbahn (internationale Bezeichnung: Piste, aber umgangssprachlich auch in Deutschland Planche genannt) ist 14 m lang und 1,50–2 m breit. Sie ist aus einem leitenden Material hergestellt, welches verhindert, dass die elektrische Trefferanzeige Stöße auf den Boden als Treffer anzeigt. Üblich sind Bahnen aus einer Kupferlegierung, modernere Fechtbahnen bestehen aus dem leichteren Aluminium oder einem Gummigewebe mit leitender Oberfläche. In Trainingshallen werden teilweise auch Metallplatten direkt im Boden installiert.
Markierungen auf der Fechtbahn:
- Mittellinie
- Zwei Startlinien (jeweils 2 m von der Mittellinie entfernt)
- Zwei hintere Grenzlinien (jeweils 7 m von der Mittellinie entfernt)
- die jeweils letzten 2 m vor den hinteren Grenzlinien sind farblich markiert.

## Elektronische Trefferanzeige

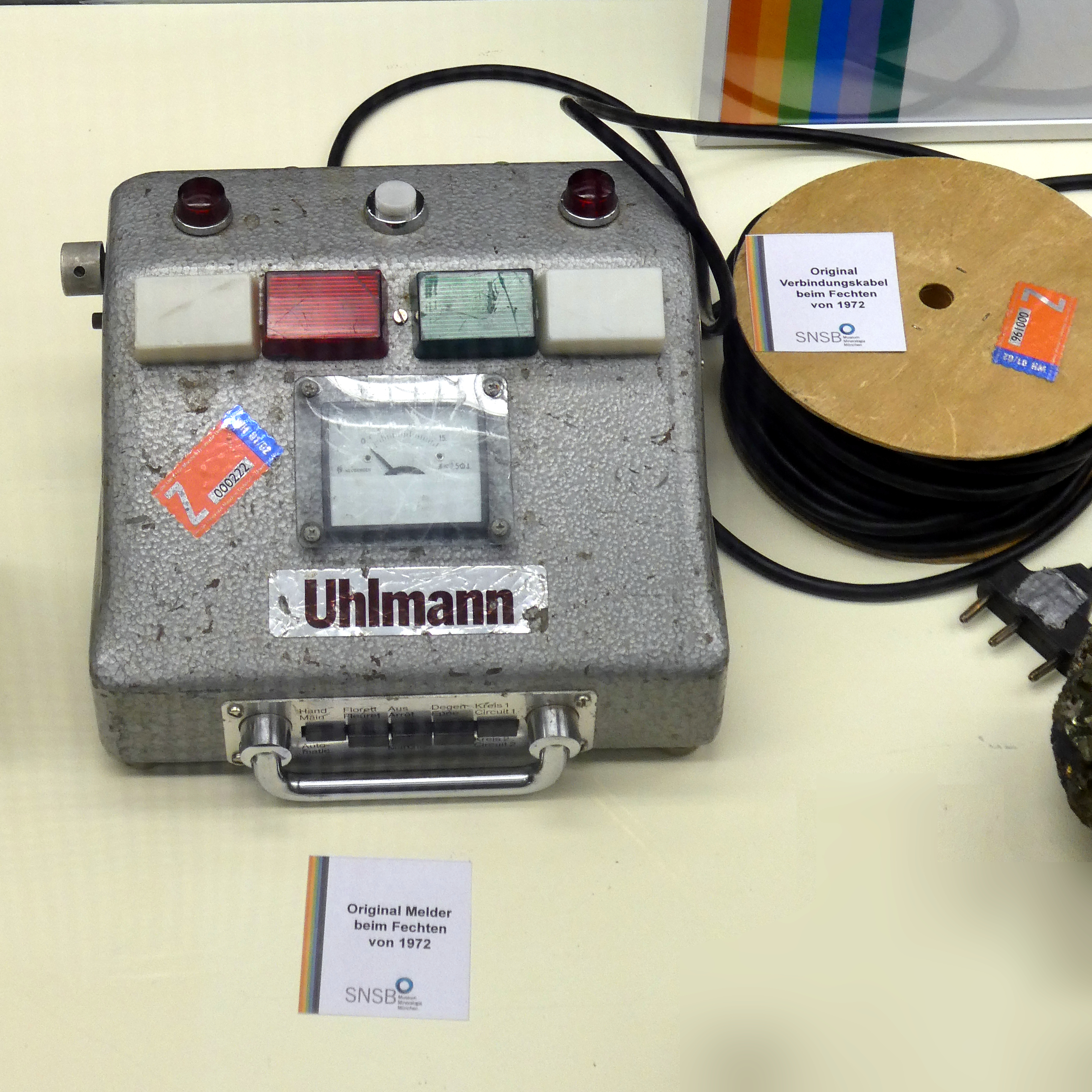
Bei den Olympischen Spielen 1972 genutzter Melder (mit Kabel)

Die elektrische Trefferanzeige wurde 1936 beim Wettkampf mit Degen, mit Florett 1957 und mit Säbel 1988 eingeführt. Beim Florett und beim Säbel müssen Fechter hierfür spezielle elektronische Ausrüstungen (Florett: E-Weste aus Brokat und Maske mit elektrisch leitendem Maskenlatz, Säbel: E-Weste, E-Handschuh, E-Maske) tragen, um gültige Treffer angezeigt zu bekommen.
Die Trefferanzeige beinhaltet ein grünes Licht rechts und ein rotes Licht links, aus Sicht des Kampfrichters (Diese Orientierung stimmt mit der Lichtanzeige bei Schiffen für Backbord und Steuerbord überein). Damit werden gültige Treffer angezeigt. Derzeit leuchtet jeweils das Licht auf der Seite des Fechters, der getroffen hat. (Früher wurde angezeigt, welcher Fechter getroffen wurde. Gelegentlich findet man in Vereinen noch alte Geräte, die dann einfach über Kreuz angeschlossen werden.) Außerdem existiert auf jeder Seite ein weißes Licht. Dieses wird nur für Florett benötigt, um einen ungültigen Treffer anzuzeigen.
Dies ist die Minimal-Ausrüstung einer Trefferanzeige. Moderne Geräte können auch weitere Informationen anzeigen wie den aktuellen Trefferstand oder die verbliebene Zeit.
Der Kampfrichter entscheidet, ob ein angezeigter Treffer tatsächlich gemäß den Regeln gültig ist.

### Florett
Im Florett ist die Waffe durch zwei Leitungen mit dem Meldegerät verbunden, dabei ist eine Leitung mit der Klinge verbunden und die zweite mit einer isolierten Litze in einer Nut der Klinge. Zusätzlich befindet sich an der Klingenspitze ein Taster, der im Ruhezustand Litze und Klinge verbindet und damit einen Stromkreis schließt. Der Taster öffnet sich durch einen Druck, der einer Masse von mindestens 500 g entspricht (etwa 4,9 Newton) und unterbricht diesen Stromkreis.
- Solange der Stromkreis zwischen Litze und Klinge geschlossen bleibt, wird kein Treffer angezeigt.
- Um einen Treffer auszulösen, muss der Stromkreis für mindestens 14±1 ms unterbrochen werden, ansonsten wird dieser vom Meldegerät ignoriert.
- Bei einem Treffer außerhalb der erlaubten Trefferfläche (d. h. Rumpf inklusive Schrittbereich) unterbricht der Taster an der Spitze nur den Stromkreis, der Treffer wird als ungültig angezeigt.
- Liegt ein Treffer innerhalb der Trefferfläche, trennt der Taster ebenfalls die Verbindung zwischen Litze und Klinge. Allerdings hat die Klingenspitze Kontakt zur gegnerischen E-Weste, damit wird ein neuer Stromkreis über die E-Weste des Gegners geschlossen und der Treffer als gültig angezeigt.
- Liegen Treffer der beiden Fechter nicht mehr als 300 ms auseinander, wird ein gleichzeitiger Treffer angezeigt, bei einem größeren zeitlichen Abstand wird der Melder für den zweiten Treffer blockiert und damit nur der erste Treffer gewertet.[8]

### Degen
Im Degen befinden sich zwei isolierte Litzen in einer Nut der Klinge. An der Klingenspitze befindet sich ebenfalls ein Taster, dieser ist im Unterschied zum Florett jedoch im Ruhezustand geöffnet und der Stromkreis damit unterbrochen. Da jede Stelle des Körpers zur Trefferfläche gehört, ist keine E-Weste zur Unterscheidung von gültigen und ungültigen Treffern notwendig. Es wird jedoch eine dritte Leitung benutzt, um zu verhindern, dass Treffer auf die Glocke der gegnerischen Waffe oder auf die Fechtbahn einen Treffer auslösen.
- Ein Stoß mit mindestens 750 g Druck schließt den Taster und damit den Stromkreis, es wird ein Treffer angezeigt.
- Liegen zwei Treffer nicht mehr als 40–50 ms auseinander, zeigt der Melder einen Doppeltreffer an. Bei weniger als 40 ms muss ein Doppeltreffer angezeigt werden, bei mehr als 50 ms ein Einzeltreffer. Dementsprechend beträgt die Toleranz der elektrischen Meldeanlagen 10 ms.[8]

### Säbel
Beim Säbel werden auch Hiebe und nicht nur Stöße als Treffer gewertet, daher ist kein Taster in der Klingenspitze nötig.
- Ungültige Treffer werden im Säbelfechten nicht angezeigt.
- Eine Berührung der Säbelklinge mit gegnerischer E-Weste, E-Maske oder E-Handschuh schließt einen Stromkreis und zeigt damit einen gültigen Treffer an.
- Ein Doppeltreffer wird nur angezeigt, wenn beide Treffer innerhalb einer Zeitspanne von 120 ms erfolgen.

## Fechtturnier: Regeln

### Generelles
Auf Turnieren werden Setzrunden gefochten, auf die eine Direktausscheidung folgt. Dabei werden die Teilnehmer zunächst in Runden aufgeteilt, wobei auf Meisterschaften etc. direkt Qualifizierte später dazustoßen können.

### Altersklassen
Die Wettkämpfe werden in verschiedenen Altersklassen ausgetragen. Die Altersklassen des Deutschen Fechter-Bundes wurden 2019 festgelegt:
- U11 – unter 11-Jährige (nur in eigener Altersklasse startberechtigt)
- U13 – 12- bis 13-Jährige (auch bei U15 startberechtigt)
- U15 – unter 15-Jährige (bis U20 startberechtigt)
- U17 / Kadetten – unter 17-Jährige
- U20 / Junioren – unter 20-Jährige
- U23 – unter 23-Jährige (Sonderwertung der Seniorenklasse)
- Senioren (Allgemeine Klasse) (allgemeine Altersklasse)
- Veteranen – ab 40 Jahren

Jüngere Fechter dürfen in Sonderwertungen (U9) fechten, jedoch keine Meisterschaften austragen. Die Altersklassen der unter 17-Jährigen war vor 2019 weniger fein unterteilt. Ebenfalls wurden die Veteranen zuvor als Senioren bezeichnet, die jetzigen Senioren hießen Aktive. Damit wurde die Bezeichnung internationalen Standards angepasst (französisch: sénior und vétéran bzw. englisch: senior und veteran). Unterhalb der Kadetten (U17) gibt es keine international einheitlichen Altersklassen.
Auf vielen Turnieren wird die Veteranen-Altersklasse weiter aufgeteilt:
- Sonderklasse – 30- bis 39-Jährige (keine offizielle Klasse, manchmal aber auf Turnieren ausgeschrieben)
- Altersklasse 0 – 35- bis 39-Jährige
- Altersklasse 1 – 40- bis 49-Jährige
- Altersklasse 2 – 50- bis 59-Jährige
- Altersklasse 3 – 60- bis 69-Jährige
- Altersklasse 4 – 70-Jährige und älter

Neben den offiziellen Weltmeisterschaften und den Olympischen Spielen werden Jugendweltmeisterschaften für die U17 (internationale Bezeichnung Cadet, deutsch: Kadetten) und die U20 (Junior) ausgetragen. Des Weiteren gibt es spezielle Meisterschaften für Veteranen und die U23.

### Einzel
Ein Gefecht dauert in den Vor- und Zwischenrunden maximal drei Minuten reine Kampfzeit. In Direktausscheidungen bis zu drei Mal drei Minuten mit jeweils einer Minute Pause. Gefochten wird auf fünf, in Direktausscheidungen auf bis zu 15 Treffer. Bei Gleichstand nach Ablauf der Zeit wird Vorteil ausgelost, dann (max. eine Minute) bis zum entscheidenden Treffer weitergefochten (Sudden Death); fällt kein Treffer, so gewinnt der Fechter, der den Vorteil hat. Im Degen werden eventuelle Doppeltreffer, die während der zusätzlichen Minute Kampfzeit fallen, nicht gewertet.

### Mannschaftskampf
Eine Mannschaft besteht aus drei Fechtern plus einem Ersatzfechter, der im Verlaufe des Mannschaftskampfes eingewechselt werden kann. Jeder Fechter einer Mannschaft ficht gegen jeden Fechter der gegnerischen Mannschaft, so dass ein Mannschaftskampf aus neun Einzelgefechten besteht, die jeweils maximal drei Minuten dauern. Die Reihenfolge ist im Reglement festgelegt. Mannschaftskämpfe werden im Stafettenmodus ausgetragen, das heißt die Fechter übernehmen den Trefferstand aus dem vorherigen Gefecht. Im ersten Gefecht wird auf fünf Treffer gefochten, im zweiten auf zehn usw. Im letzten Gefecht wird dementsprechend gefochten, bis eine Mannschaft 45 Treffer erreicht oder die drei Minuten abgelaufen sind. Bei Gleichstand wird wie im Einzelgefecht verfahren.

### Angriffsrecht
Bei Florett und Säbel gilt das Angriffsrecht (Konvention). Das bedeutet, dass derjenige den Treffer zugezählt erhält, der den Angriff begonnen hat (Initiative). Bei Unterbrechung/Parade des Angriffs wechselt das Angriffsrecht. Im Degen gilt keine Konvention, es werden sogar Doppeltreffer (gegenseitige Treffer) gewertet, sofern der Gegner seinen Tempo – commune Treffer innerhalb einer fünfundzwanzigstel bis zwanzigstel Sekunde (40–50 ms) setzt.

### Regelverstöße und Bestrafungen
Beim Fechten gibt es drei Sanktionsmaßnahmen, welche vom Kampfrichter (international wird das durch einen Obmann durchgeführt) gegen einen Fechter mittels farbiger Signalkarten ausgesprochen werden, wenn dieser gegen eine Regel verstoßen hat. Folgende Sanktionen kommen beim Fechten zur Anwendung:
- Die Verwarnung: Eine Verwarnung ist während des Gefechtes gültig. Eine Verwarnung wird vom Kampfrichter durch Zeigen der Gelben Karte ausgesprochen.
- Der Straftreffer: Beim Straftreffer bekommt der Gegner einen Trefferpunkt. Ein Straftreffer wird vom Kampfrichter durch Zeigen der Roten Karte ausgesprochen.
- Die Disqualifikation. Die Disqualifikation ist beim Fechten die höchste Bestrafung, da der schuldige Fechter aus dem Wettkampf und dem Turnier ausgeschlossen wird und eine Sperre von mindestens zwei Monaten in der laufenden oder darauffolgenden Saison erhält. In den Wettkampfaufzeichnungen wird der Name des Fechters durch FECHTER AUSGESCHLOSSEN ersetzt. Der Gegner hat dadurch automatisch gewonnen. Eine Disqualifikation wird vom Kampfrichter durch Zeigen der Schwarzen Karte ausgesprochen.

Neben der Bestrafung kann dem schuldigen Fechter bei einigen Vergehen der Treffer annulliert werden. Die Annullierung ist aber keine Sanktion.
Die Regelverstöße werden in vier Gruppen eingeteilt. Je höher die Gruppe, umso schwerer sind die Vergehen und umso schärfer werden sie geahndet. Außerdem gibt es noch die administrative Gruppe 0, welche technische Vergehen ahndet.

#### Vergehen der Gruppe 0
Zur Gruppe 0 gehören organisatorische Vergehen. Hier wird der Fechter oder sogar die Mannschaft sofort aus dem Wettbewerb ausgeschlossen, wenn:
- der Name und keine Nationalität auf dem Rücken getragen wird oder die Nationalfarbe fehlt,
- der Name durch Wechseln einer nicht regelgerechten Jacke oder Weste fehlt,
- beim ersten Aufruf durch den Kampfrichter an der Bahn 10 Minuten vor Beginn der Runde, des Mannschaftskampfs oder eines Direktausscheidungsgefechts nicht angetreten wird.

Wenn die Mannschaft zwar angetreten ist, aber nicht gefechtsbereit ist, wird der Fechter durch den Kampfrichter aufgerufen. Hiernach hat der Fechter 1 Minute Zeit, da er sonst nochmal aufgerufen wird. Folgende Strafen werden bei den Aufrufen verhängt:
| 1. Aufruf  | 2. Aufruf    | 3. Aufruf                 |
| ---------- | ------------ | ------------------------- |
| Verwarnung | Straftreffer | Ausschluss aus Wettbewerb |

Seit dem 1. Januar 2019 gibt es die Bestrafung wegen passiven Verhaltens während eines Kampfes. Wenn innerhalb einer Minute kein gültiger Treffer gewertet wird bzw. kein Treffer außerhalb der gültigen Trefffläche fällt oder aber einer oder beide Fechter ihre fehlende Kampfbereitschaft zum Ausdruck bringen, muss der Kampfrichter sofort durch ein Halt den Kampf unterbrechen. Anschließend bestraft der Kampfrichter einen oder beide Fechter mit einer P-Karte. Diese sind unabhängig von der normalen Bestrafung nach Gruppe 1 bis 4 und daher auch separat auf dem Gefechtszettel zu notieren. Die Bestrafungen für Passivität sind folgende:
| 1. Passivität | 2. und 3. Passivität | ab der 4. Passivität                                                    |
| ------------- | -------------------- | ----------------------------------------------------------------------- |
| Verwarnung    | Straftreffer         | Disqualifikation, sofern der Fechter schon 2 rote P-Karten erhalten hat |

Bei der Vergabe der P-Karten spielt der Trefferstand eine große Rolle. Wenn bei der Verhängung der gelben oder roten P-Karte der Trefferstand unentschieden (also gleiche Anzahl) ist, werden beide Fechter bestraft. Ansonsten bestraft der Kampfrichter nur den Fechter, der während der Runde die niedrigere Anzahl an Treffern hat. Eine gelbe oder rote P-Karte gilt nur für den Kampf, in dem sie verhängt worden ist. Bei dem nächsten Kampf wird sie wieder gestrichen.
Sollten beim Einzelwettkampf beide Fechter wegen einer schwarzen P-Karte disqualifiziert werden, gewinnt der Fechter mit der höheren FIE-Ranglistenplatzierung das Gefecht. Bei einem Mannschaftskampf wird der disqualifizierte Fechter durch einen Ersatzfechter ersetzt. Das geht allerdings nur, wenn es noch keinen Wechsel aus taktischen oder medizinischen Gründen gegeben hat. Ist der Wechsel des Ersatzfechters vollzogen, kann es keinen weiteren Wechsel mehr geben, auch nicht wegen taktischen oder medizinischen Gründen. Wenn nun dieser Ersatzfechter ebenfalls wegen Passivität mit der schwarzen P-Karte disqualifiziert wird oder die Mannschaft nicht wechseln kann (weil sie zum Beispiel keinen Ersatzfechter hat), hat sie das Gefecht verloren.
Ein Fechter oder die Mannschaft, der oder die durch eine P-Karte disqualifiziert worden ist/sind, wird vom weiteren Wettbewerb ausgeschlossen. Weitere Kämpfe werden als verloren gewertet. Der Fechter oder die Mannschaft behält/behalten jedoch die Platzierung und Punkte, die vor der Disqualifikation erzielt worden sind. Eine Disqualifikation wegen passiven Verhaltens kann niemals zu einer Sperre von 60 Tage führen.

#### Vergehen der Gruppe 1
Ein geringfügiger Verstoß des schuldigen Fechters gegen die Regeln wird in die 1. Gruppe des Sanktionskatalogs einsortiert. Dabei handelt es sich in der Regel um technische Vergehen. Der 1. Verstoß in dieser Gruppe bedeutet für den schuldigen Fechter eine Verwarnung. Begeht der schuldige Fechter weitere Verstöße in dieser Gruppe, wird er mit einem Straftreffer bestraft.
| 1. Verstoß | Jeder weitere Verstoß |
| ---------- | --------------------- |
| Verwarnung | Straftreffer          |

| Ein Fechter wird bestraft, wenn er: - die Bahn ohne Erlaubnis verlässt, - den Kampf missbräuchlich unterbricht, - nicht regelgerechte Kleidung oder Material benutzt, - die vorgeschriebene Klingenbiegung missachtet, - keine Ersatzwaffe oder Ersatzkörperkabel dabei hat, - die Waffe auf die Bahn setzt, um sie gerade zu biegen, - beim Florett oder Degen die Spitze der Waffe auf der Bahn biegt oder über sie schleift, - den Anweisungen des Kampfrichters nicht Folge leistet, - keine regelkonforme Haartracht trägt, - die Maske vor dem Kommando Halt hochhebt, - sich auf der Bahn ent- oder bekleidet oder - ungerechtfertigt reklamiert. | Zusätzlich wird dem Fechter der Treffer annulliert, wenn er: - Körper an Körper mit dem Gegner agiert, um einen Treffer zu vermeiden, - dem Gegner den Rücken zuwendet, - die gültige Trefferfläche verdeckt oder ersetzt, - Teile der elektrischen Ausrüstung anfasst oder berührt, - die Fechtbahn seitlich verlässt, um einen Treffer zu vermeiden - mit der Waffe seine E-Weste berührt, um die Trefferanzeige zu blockieren, - im Säbel mit der Glocke schlägt, - im Säbel einen Schritt vor, Flèche oder jede Vorwärtsbewegung durchführt und dabei Füße oder Beine überkreuzt, - rempelt oder ungeordnet ficht, - sich regelwidrig bewegt, - brutal stößt, - einen Treffer im Fallen oder danach erzielt (seit 2024 nur noch bei nachgewiesener Absicht strafbar) oder - die Fechtbahn ohne Erlaubnis des Kampfleiters (Kampfrichter) betritt |

Hat der Fechter bereits eine Rote Karte wegen eines Verstoßes aus der 2. oder 3. Gruppe erhalten, so muss er auch hier trotz 1. Verstoß die Rote Karte sehen und einen Straftreffer kassieren.

#### Vergehen der Gruppe 2
Absichtliche Verstöße des schuldigen Fechters gegen die Regeln, welche aber noch nicht als schwerwiegend angesehen werden, werden in die 2. Gruppe des Verstoßkatalogs einsortiert. Jeder Verstoß des Fechters in dieser Gruppe wird mit einem Straftreffer für den Gegner bestraft.
| Jeder Verstoß |
| ------------- |
| Straftreffer  |

| Der schuldige Fechter kassiert einen Straftreffer, wenn er: - um eine Pause bittet, vorgetäuscht durch eine behauptete Verletzung oder Krampfs, welche aber vom Arzt als ungerechtfertigt erachtet wird, - ohne Kontrollmarke ficht. Neben dem Straftreffer wird dem schuldigen Fechter der Treffer annulliert, wenn er: - den unbewaffneten Arm oder die unbewaffnete Hand benutzt, - den Gegner außerhalb der Fechtbahn absichtlich trifft, - gegen den Gegner brutal, gefährlich oder rachsüchtig vorgeht und - mit der Glocke oder dem Knauf schlägt. |

#### Vergehen der Gruppe 3
Schwerwiegende Verstöße von Fechtern oder außenstehenden Personen gegen die Fechtregeln werden in die 3. Gruppe des Verstoßkatalogs einsortiert. Genauso wie in Gruppe 2 wird beim ersten Vergehen sofort ein Straftreffer gegen den Fechter verhängt. Der schuldige Fechter sollte dabei aufpassen, dass er kein weiteres Vergehen dieser Gruppe begeht, da er dann ansonsten vom Kampfrichter disqualifiziert wird. Eine Disqualifikation wegen Vergehen gegen Gruppe 3 wird bei einem weiteren Vergehen nach erfolgtem Straftreffer verhängt. Sollte der Fechter jedoch die Ordnung durch einen besonders schweren Verstoß stören, kann der Kampfrichter ihn sofort mit der Schwarzen Karte ausschließen oder sogar aus dem Wettkampfbereich verweisen.
| 1. Verstoß   | 2. Verstoß       |
| ------------ | ---------------- |
| Straftreffer | Disqualifikation |

| Ein Fechter wird bestraft, wenn er: - die Ordnung auf der Fechtbahn stört (bei schwerem Verstoß kann es auch sofort eine Disqualifikation geben), - unfair kämpft, dabei wird dem schuldigen Fechter zusätzlich der Treffer annulliert, oder - gegen die Werbevorschriften verstößt. |

Es gibt jedoch drei Ausnahmen, wo statt einem Straftreffer, eine Verwarnung verhängt wird.
| 1. Verstoß | 2. Verstoß       |
| ---------- | ---------------- |
| Verwarnung | Disqualifikation |

| Statt einem Straftreffer, gibt es eine Verwarnung, wenn: - alle Personen die Ordnung an der Bahn stören (außenstehende Personen können keinen Straftreffer erhalten; bei besonders schwerem Verstoß kann es auch sofort eine Disqualifikation geben), - der Fechter beim Training oder Aufwärmen nicht die Ausrüstung trägt, die von den FIE-Regeln vorgeschrieben ist oder - sich der Fechter oder jede andere Person unsportlich verhält. |

Begeht der Fechter oder jede andere Person, welcher eine Verwarnung wegen eines Gruppe 3-Verstoßes erhalten hat, nochmal einen Gruppe 3-Verstoß, wird er mit der Schwarzen Karte disqualifiziert. Sollte ein Fechter auf der Bahn oder jede Person an der Bahn die Ordnung durch einen besonders schweren Verstoß stören, kann der Kampfrichter ihn sofort mit der Schwarzen Karte ausschließen oder sogar aus dem Wettkampfbereich verweisen.

#### Vergehen der Gruppe 4
Äußerst schwerwiegende Verstöße von Fechtern, werden in die 4. und höchste Gruppe eingestuft. Da es sich hierbei um die schlimmsten aufgeführten Verstöße des Fechtsports handelt, wird der schuldige Fechter sofort mit einer Disqualifikation bestraft. Da der Fechter vom Wettkampf ausgeschlossen wird, gewinnt der Gegner dadurch automatisch. Gleichzeitig wird der Fechter vom Turnier suspendiert und erhält eine Sperre von zwei Monaten in der laufenden Saison oder danach (Saisonwechsel ist bei der Junioren-WM am 1. Oktober und bei der Aktiven-WM am 1. Januar).
| 1. Verstoß       |
| ---------------- |
| Disqualifikation |

| Der schuldige Fechter erhält sofort eine Disqualifikation, wenn er: - elektrische Kommunikationsmittel verwendet, die es ihm ermöglichen, Anweisungen während des Kampfes zu erhalten, - betrügt, indem er gefälschte oder ausgetauschte Kontrollmarken verwendet, - präpariertes Material zur fälschlichen Trefferanzeige oder zum Nichtfunktionieren des Meldegerätes verwendet, - den Kampf mit einem regulär eingeschriebenen Fechter verweigert, - gegen den sportlichen Geist verstößt, - den Fechtergruß vor Gefechtsbeginn oder nach dem letzten Treffer verweigert, - den Gegner bevorteilt oder sich mit ihm abspricht, - absichtlich brutal agiert, was zur Annullierung des Treffers beim schuldigen Fechter führt, - gegen die Dopingrichtlinien verstößt, oder - er ohne den obligatorischen Namen oder der Nationenkennung ficht. |

## Rollstuhlfechten

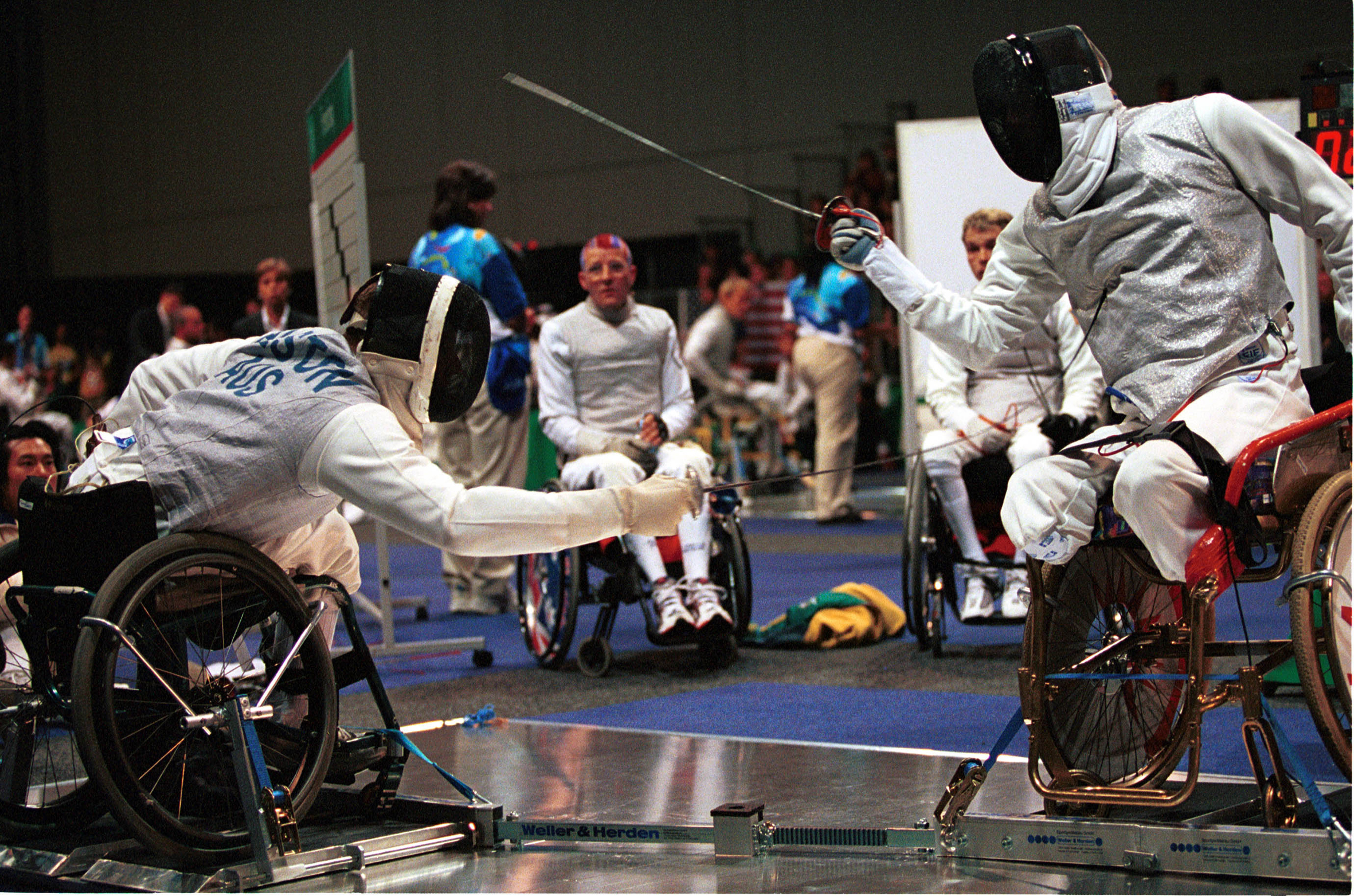
Michael Alston bei den Paralympischen Spielen in Sydney, 2000

### Geschichte
Fechten im Rollstuhl wurde vom Begründer der paralympischen Begegnung Ludwig Guttmann als sportliche Rehabilitationsmaßnahme entwickelt. Rollstuhlfechten wurde schon 1960 bei den ersten offiziellen Paralympischen Spielen (damals noch Weltspiele der Gelähmten) in Rom ausgeübt und zählt damit zu den ältesten paralympischen Sportarten. Guttmann, der 1933 aus Deutschland aufgrund seiner jüdischen Abstammung fliehen musste, war Direktor des National Spinal Injuries Centre im Stoke Mandeville Hospital in Aylesbury.
In Deutschland wurde das Rollstuhlfechten durch den ehemaligen Direktor des Berufsförderungswerkes Wildbad Walter Weiß vorangetrieben. Zunächst wurde unter Fechtmeister Richard Heimke mit zwölf Teilnehmern das Säbelfechten trainiert. Im Jahre 1964 kamen Degen und Florett dazu. Seit 1985 wird das Fechten innerhalb des Deutschen Rollstuhl-Sportverbandes (DRS) auch von Damen betrieben.

### Klassifizierungen
Am Rollstuhlfechten dürfen alle Personen teilnehmen, die durch eine dauerhafte Einschränkung Nachteile beim nichtbehinderten Fechten haben, also nicht ausschließlich Rollstuhlfahrer, sondern beispielsweise auch Amputierte oder Personen mit einer Knieversteifung.
Die Einteilung erfolgt beim Rollstuhlfechten in drei Kategorien:
- A: Fechter der Klasse A besitzen eine noch vollständig intakte Rücken- und Bauchmuskulatur. Meist sind sie noch in der Lage auf den Beinen zu stehen oder sogar zu laufen.
- B: Fechter der Klasse B besitzen keine vollständige Rücken- und Bauchmuskulatur mehr, haben aber keine Einschränkungen im Bereich Arme und Hände.
- C: Fechter der Klasse C besitzen keine vollständige Rücken- und Bauchmuskulatur mehr, weisen darüber hinaus auch keine vollständige Funktion von Armen und Händen auf.

Die Einstufung ist nicht immer leicht vorzunehmen. Zur Einstufung wurde von einer Klassifizierungskommission ein Verfahren entwickelt, anhand dessen durch fechtspezifische Funktionstests die Einteilung vorgenommen wird.

### Regeln
Die Rollstuhlfechter bewegen sich nicht mit dem Rollstuhl über die Fechtbahn, sondern werden in einem Gestell fixiert, so dass sie während der Gefechte nicht umkippen können. Das Gestell besteht aus zwei Plattformen, und einer längenverstellbaren Verbindungsstange. Der Abstand zwischen den Fechtern wird aufgrund der Armlänge bestimmt. Die Regeln des Rollstuhlfechtens entsprechen größtenteils denen des Fechtens Nichtbehinderter (FIE-Regeln). Es wird mit Florett, Degen und Säbel gefochten.

## Organisation
Internationaler Dachverband ist seit 1913 die Fédération Internationale d’Escrime (FIE). Der Präsident der FIE ist seit 2009 der ehemalige russische Säbelfechter, Unternehmer und Mäzen Alischer Usmanow. In seinem Amt setzte er sich dafür ein, dass das Fechtprogramm für die Olympischen Spiele 2020 in Tokio ein volles Medaillenkontingent umfassen soll. Diese Entscheidung, die bedeutet, dass das Fechten zum ersten Mal bei Olympischen Spielen für Männer und Frauen völlig gleichberechtigt sein wird, gab das Olympische Komitee 2017 bekannt. Am 1. März 2022 stellte Usmanow dar, dass er von Sanktionen der Europäischen Union in Folge des Russischen Überfalls auf die Ukraine betroffen war. Er nannte die Gründe für die Maßnahmen gegen seine Person unzutreffend und ehrenrührig („false and defamatory“) und setzte seine Tätigkeit als FIE-Präsident aus.
Der europäische Fechtverband ist seit 1991 die European Fencing Confederation (EFC).
Die nationalen Sportverbände im deutschen Sprachraum sind der Deutsche Fechter-Bund (DFB), der Österreichische Fechtverband (ÖFV) sowie die Fédération Suisse d’Escrime.